# Jan Angelo Arcimboldi
Jan Angelo Arcimboldi, wł. Giovannangelo Arcimboldi (ur. 1485, zm. 1555) – arcybiskup Mediolanu w latach 1550–1555.

## Życiorys
Wujek Giuseppe Arcimbolda (1527–1593), odgrywający bardzo ważną rolę w życiu malarza, to dzięki niemu Arcimboldo poznał innych malarzy, literatów, humanistów, a także artystów niemieckich pracujących przy katedrze mediolańskiej.